# Alena Šrámková

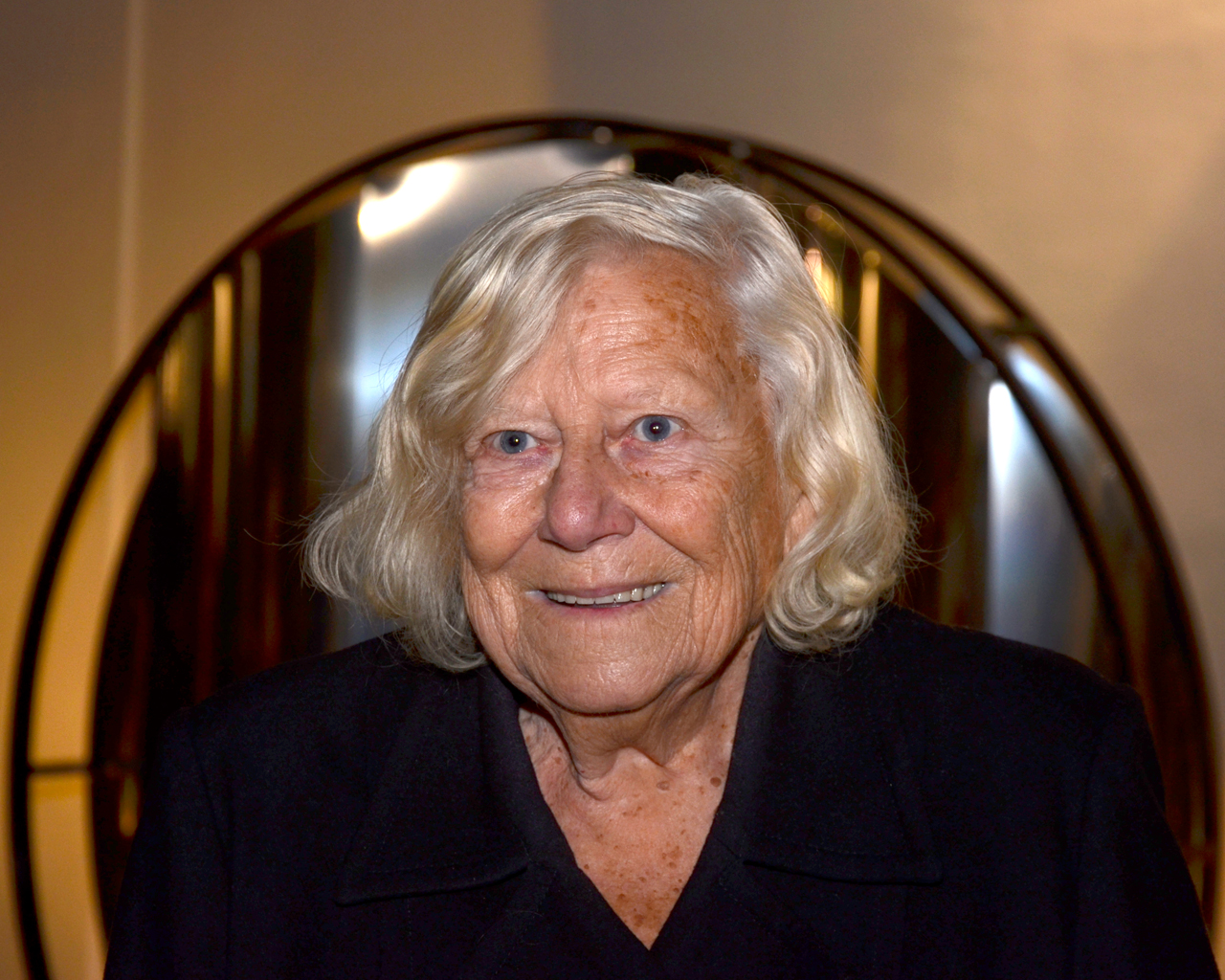
Alena Šrámková (2018)

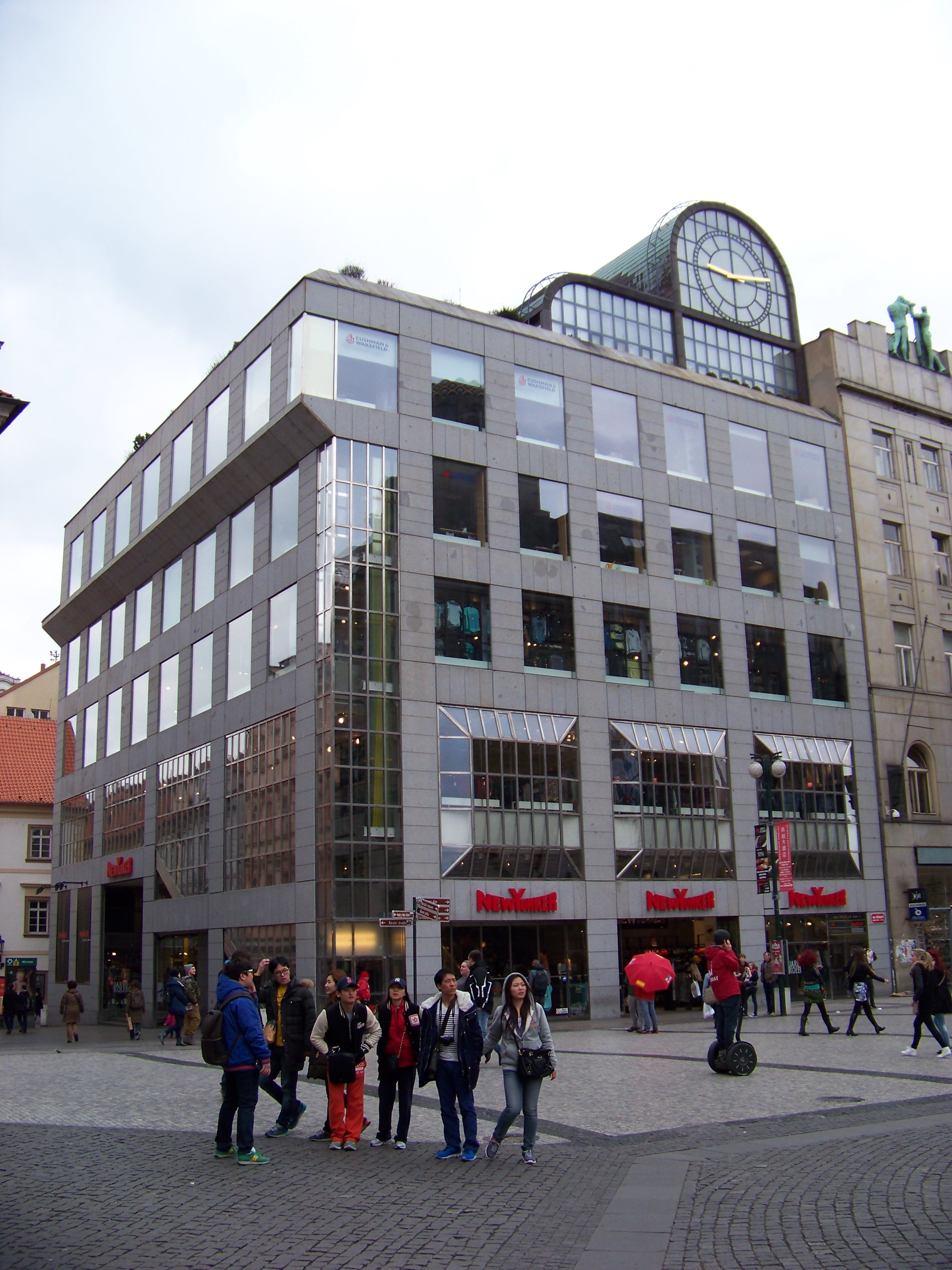
ČKD-Verwaltungsgebäude auf dem Wenzelsplatz in Prag

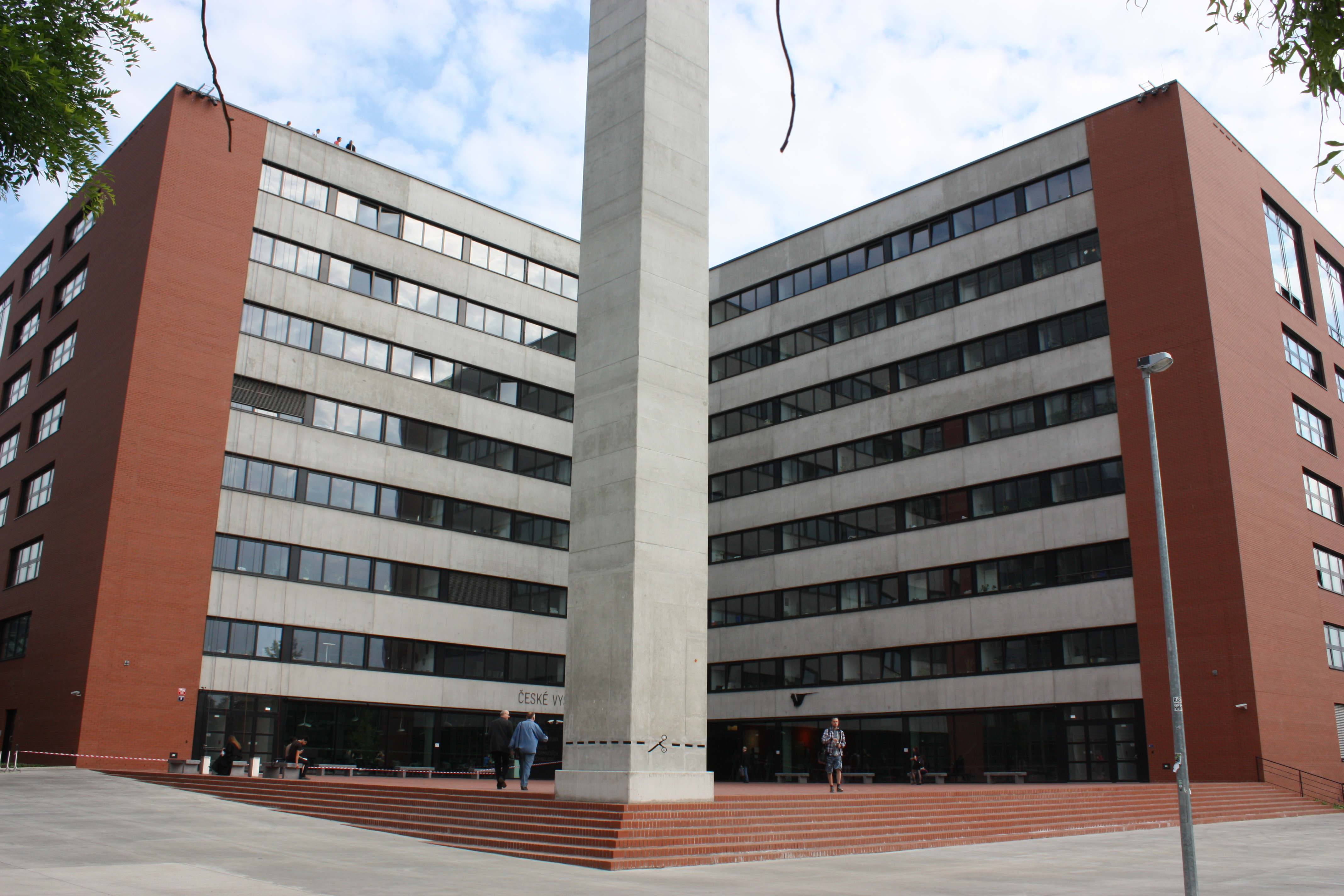
Architekturfakultät der CVUT Prag

Alena Šrámková (* 20. Juni 1929 in Prag; † 10. März 2022) war eine tschechische Architektin und Hochschullehrerin. Sie gilt als eine der bedeutendsten Vertreterinnen der modernen tschechischen Architektur.

## Leben
Alena Šrámková wuchs in der Slowakei auf und studierte Architektur und Bauingenieurwesen an der Slowakischen Technischen Universität Bratislava (1952–1955) und bei Jaroslav Fragner in der Akademie der Bildenden Künste Prag (1955–1958) in Prag. Sie arbeitete zunächst bei den Firmen Chemoprojekt in Bratislava, Stavoprojekt in Ústí nad Labem, Potravinoprojekt, dem Staatlichen Projektinstitut für Handel in Prag (1959–1975), dem Projektinstitut für Bauwesen der Stadt Prag – Studio DELTA (1975–1987) und mit Karel Hubáček bei Stavoprojekt/ SIAL (1988–1990) in Liberec. Nach der Revolution gründete sie 1991 ihr eigenes unabhängiges Studio und arbeitete zusammen mit ihrem Ehemann Jan Šrámek (1924–1978) und später auch mit anderen Architekten wie Ladislav Lábus und Jan Bočan zusammen. Ab 2005 firmierte sie als Studio Šrámková architekti, s.r.o., das nach ihrem Rückzug aus dem Berufsleben 2015 in Ehl & Koumar Architekten nach ihren langjährigen Kollegen umbenannt wurde.
Sie war seit 1991 Dozentin, seit 1999 Professorin, an der Tschechischen Technischen Universität Prag und Mitglied des Kunstrates der Akademie der Bildenden Künste Prag. Nach 1989 war sie Vorsitzende der Tschechischen Architektenkammer und war an der Gründung der Tschechischen Architektenkammer beteiligt. Sie wurde mehrfach ausgezeichnet, darunter als Persönlichkeit der tschechischen Architektur (1994), mit dem Ehrenpreis der Tschechischen Architektenkammer (2007), mit der Verdienstmedaille des Präsidenten der Republik (2008), mit dem Preis des Kulturministeriums für Architektur (2010).
Alena Šrámková war als Architektin verantwortlich für bedeutende Bauten im postmodernen Stil, wie das ČKD-Verwaltungsgebäude auf dem Wenzelsplatz, das Vestibül und die Abfertigungshalle des Prager Hauptbahnhofs (1972–1979) in Zusammenarbeit mit ihrem Ehemann Jan Šrámek, Josef Danda, Jan Bočan und Julia Trnková, die meteorologische Station Šerák, das neue Gebäude der Tschechischen Technischen Universität in Prag und viele weitere Bauten.
1990 kandidierte sie für das Bürgerforum in der Volkskammer der Bundesversammlung (Wahlkreis Prag), legte im Juni 1990 einen Amtseid ab, trat jedoch im Juli 1990 als Abgeordnete zurück.
Alena Šrámková starb am 10. März 2022 im Alter von 92 Jahren.

## Schriften
- Alena Šrámková, Jana Ševčíková, Jiří Ševčik: Alena Šrámková, Obec Architektů, 1991
- Alena Šrámková, Pavel Halík: Alena Šrámková : práce ateliéru Šrámková architekti, Česká komora architektů 2008